# Fazenda Vilanova
Fazenda Vilanova är en kommun i Brasilien.   Den ligger i delstaten Rio Grande do Sul, i den södra delen av landet, 1 600 km söder om huvudstaden Brasília. Antalet invånare är 3 697.
I omgivningarna runt Fazenda Vilanova växer i huvudsak städsegrön lövskog. Runt Fazenda Vilanova är det ganska glesbefolkat, med 42 invånare per kvadratkilometer.